# Georg Friedrich von Greiffenclau zu Vollrads

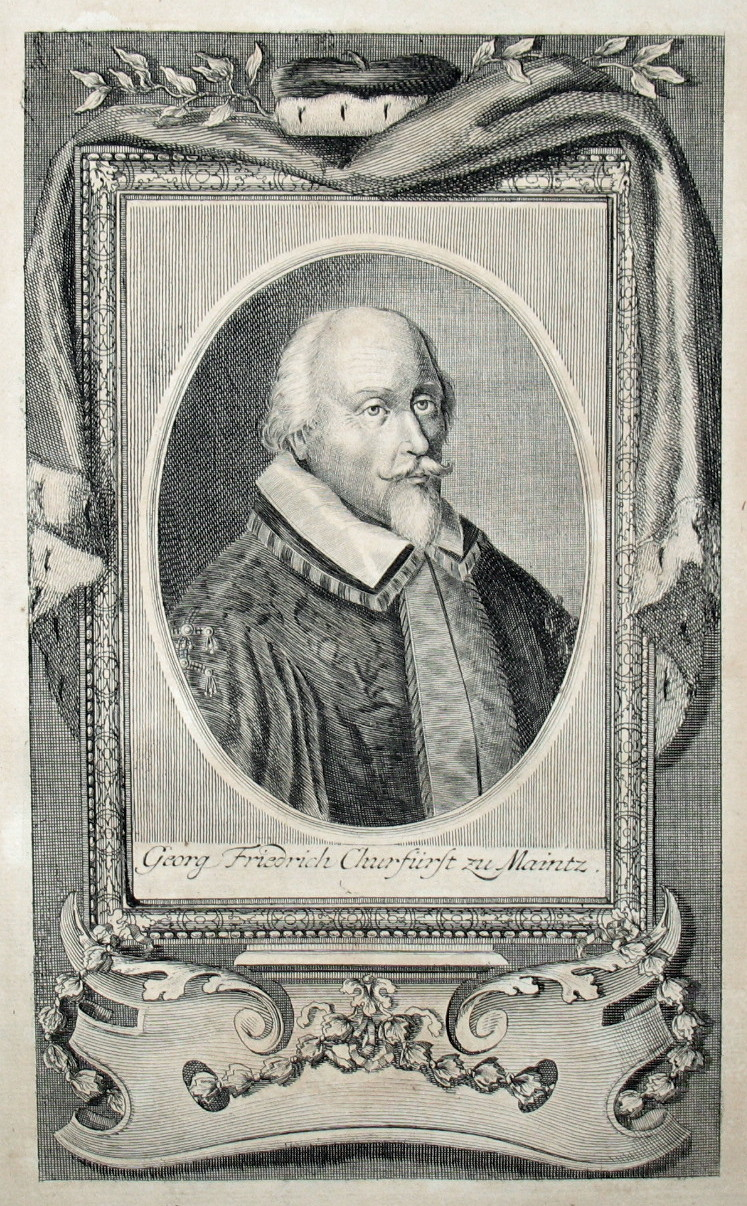
Erzbischof Georg Friedrich Greiffenclau

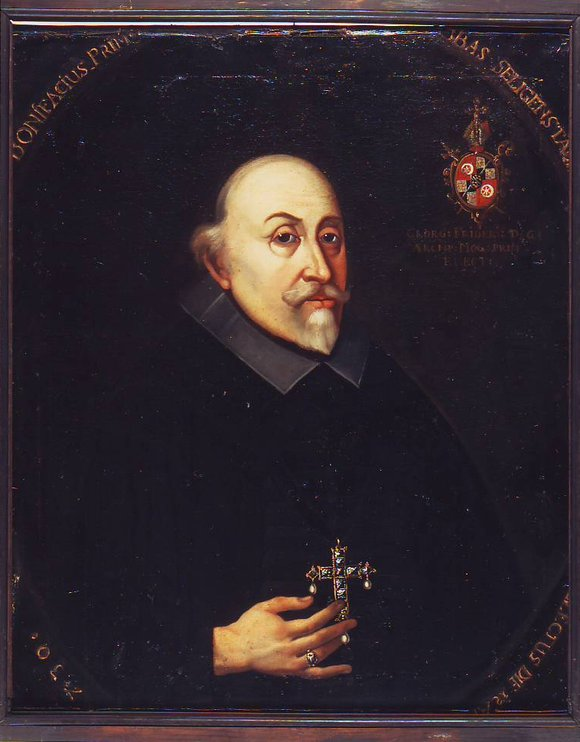
Georg Friedrich Greiffenclau

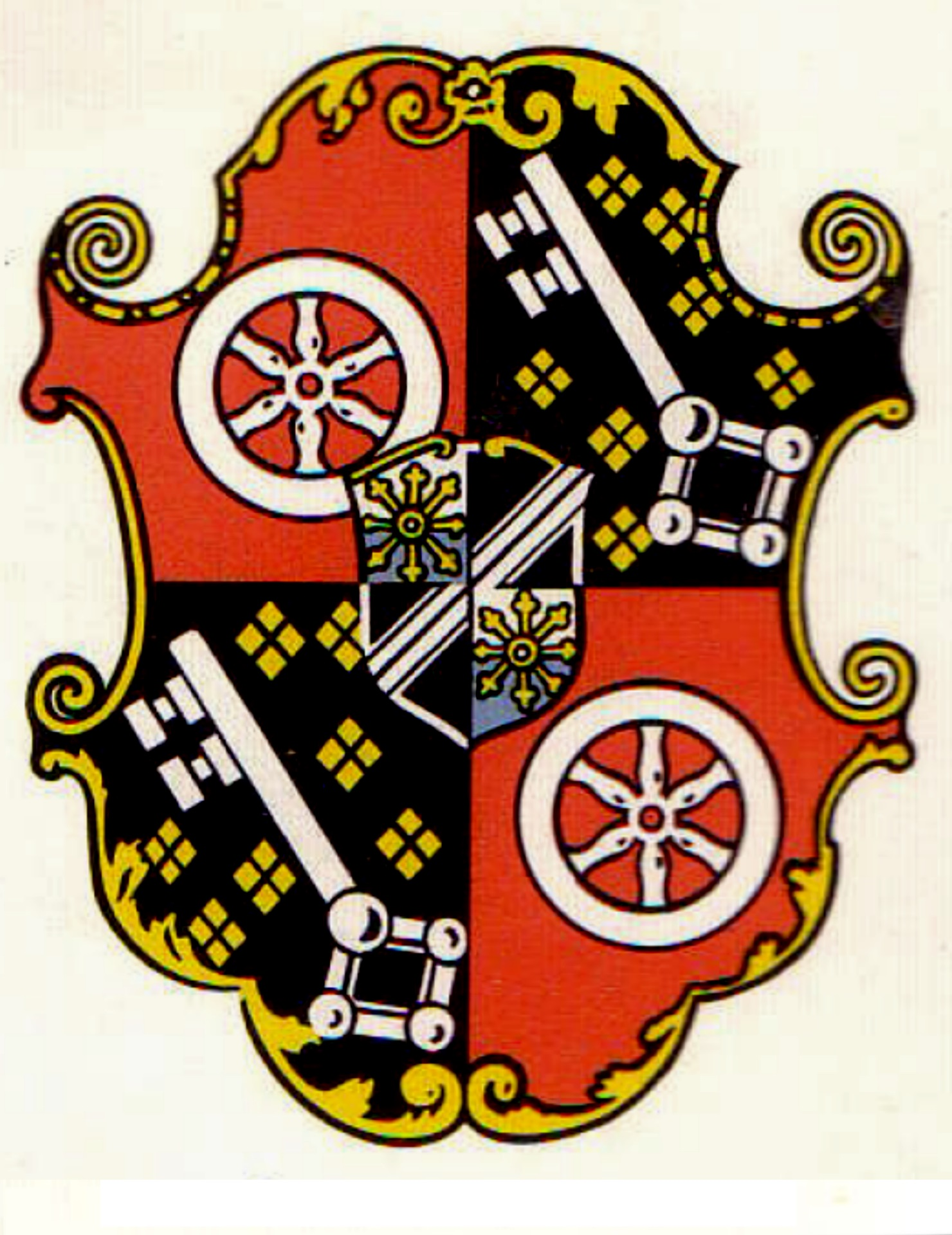
Wappen als Erzbischofs von Mainz und Bischof von Worms

Georg Friedrich Greiffenclau von Vollrads (* 8. September 1573 auf Schloss Vollrads; † 6. Juli 1629 in Mainz) war Fürstbischof von Worms und von 1626 bis 1629 Erzbischof und Kurfürst von Mainz und damit Erzkanzler des Heiligen Römischen Reiches. Er beteiligte sich maßgeblich an vielen Hexenprozessen.

## Leben
Georg Friedrich Greiffenclau entstammte der Rheingauer Adelsfamilie Greiffenclau, es war ein ursprünglich mainzisches Dienstmannengeschlecht auf dem Rheingau. Er ist ein Nachkomme des Bruders von Richard von Greiffenklau zu Vollrads († 1531), Erzbischof von Trier. Seine Eltern waren Dietrich von Greiffenclau zu Vollrads (1549–1614) und dessen Ehefrau Appollonia von Reiffenberg († 1601). Sein Bruder Johann (1575–1646) war Domherr und Chorbischof in Trier, der Bruder Heinrich (1577–1638) war mainzischer Geheimer Rat.
Er studierte am Germanicum in Rom, war dann im diplomatischen Dienst und Beamter in Kurmainz. 1616 erfolgte die Wahl als Bischof von Worms und 1626 zusätzlich als Erzbischof von Mainz.
Sein Grab befindet sich im Mainzer Dom.

## Wirken
Georg Friedrich Greiffenclau war der Vater des Restitutionsedikts, das den Dreißigjährigen Krieg beeinflusste. 1627 erweiterte er die Martinsburg um einen Schlossbau im Renaissancestil.

### Hexenprozesse
Bereits unter seinen Vorgängern Johann Adam von Bicken und Johann Schweikhard von Cronberg gab es von 1601 bis 1626 über 1.000 Hinrichtungen in Folge von Hexenprozessen in Kurmainz. Unter Kurfürst Georg Friedrich von Greiffenclau fanden von 1626 bis 1629 im Hochstift 768 weitere Hinrichtungen vermeintlicher Hexen statt.
Gleich bei seinem ersten Besuch in Dieburg 1626 wurde der Kurfürst gebeten, die nötigen Untersuchungen zur Ausrottung des Lasters der Zauberei anzuordnen. 1627 begannen in Dieburg Hexenprozesse. Viele Menschen wurden als angebliche Mitschuldige „besagt“, so dass es zu einer Serie neuer Prozesse kam in Dieburg, Seligenstadt, Aschaffenburg usw. 1627 wurden nach den vorliegenden Akten in Dieburg 36 Personen hingerichtet, nach Notizen von Pfarrer Laubenheimer sogar 85 „Hexen“. 1629 begann im November eine neue Prozesswelle gegen 21 Verdächtige, und ganze Familien wurden fast völlig ausgerottet.
Von 1604 bis 1629 sind für das Erzstift Mainz Dokumente zum Tod von 1779 Menschen als Opfer der Hexenverfolgungen erhalten geblieben. Ähnliche massive Verfolgungen lassen sich in Süddeutschland nur in den Hexenprozessserien der Hochstifte Bamberg und Eichstätt sowie in Würzburg und Ellwangen nachweisen.